# 1492影业
1492影业（英語：1492 Pictures）是一家由导演克里斯·哥伦布在1995年创办的美国电影制作公司。这个名字来自哥伦布的更有名的同名者克里斯托弗·哥伦布和他1492年在美洲的登陆。
除了各种哥伦布执导的电影之外，1492影业还制作其他导演的电影，包括布莱恩·莱温特（一路响叮当），亨利·塞利克（蹦蹦猴），阿方索·卡隆（哈利·波特与阿兹卡班的囚徒），乔·罗斯（逃离圣诞），提姆·斯托瑞（神奇四侠电影）和肖恩·利维（博物馆奇妙夜系列）。
2011年2月，公司购买了由车太贤主演的韩国喜剧电影开心家族的版权，并计划翻拍。
在2011年8月，生产公司推出了根据凯瑟琳·史托基特小说改编的电影相助。

## 电影
- 怀胎九月(1995)
- 一路响叮当(1996)
- 继母(1998)
- 机器管家(1999)
- 蹦蹦猴(2001)
- 哈利·波特与魔法石(2001)
- 哈利·波特与密室(2002)
- 哈利·波特与阿兹卡班的囚徒(2004)
- 逃离圣诞(2004)
- 神奇四侠(2005)
- 吉屋出租(2005)
- 博物馆奇妙夜(2006)
- 神奇四侠2(2007)
- 博物馆奇妙夜2(2009)
- 校花我爱你(2009)
- 波西·杰克逊与神火之盗(2010)
- 相助(2011)
- 波西·杰克逊与魔兽之海(2013)
- 博物馆奇妙夜3(2014)
- 像素大战(2015)
- 耶稣基督：走出埃及(2016)[5]
- 我杀巨人(2017)